# 丘切尔桑代沃市镇

丘切尔桑代沃市镇

丘切尔桑代沃市镇，为北马其顿的一个市镇。该市镇西临科索沃，东邻利普科沃市镇，南邻首都斯科普里市。总面积240.78 km2 (93 sq mi)，总人口8,493。行政中心位于丘切尔桑代沃。该市镇为斯科普里统计区的一部分。

## 历史
1996年，该市镇析置自查伊尔市镇。